# 危須
危须国，西域古国。国王治所在危须城。离长安七千二百九十里。700户，四千九百口，胜兵2000人。属官击胡侯、击胡都尉、左右将、左右都尉、左右骑君、击胡君、译长各一人。西至西域都护治所五百里，至焉耆百里。东汉以后，成为焉耆的属地。

## 外部連結
[在维基数据编辑]
 《欽定古今圖書集成·方輿彙編·邊裔典·危須部》，出自陈梦雷《古今圖書集成》